# Cratolabus taihorinus
Cratolabus taihorinus är en stekelart som först beskrevs av Tohru Uchida 1932.  Cratolabus taihorinus ingår i släktet Cratolabus och familjen brokparasitsteklar. Inga underarter finns listade i Catalogue of Life.